# روكي غراي
روكي غراي (بالإنجليزية: Rocky Gray)‏ هو موسيقي ومغني وطبال ومغن مؤلف أمريكي، ولد في 2 يوليو 1974 في جاكسونفيل في الولايات المتحدة.

## وصلات خارجية
- الموقع الرسمي
- روكي غراي على موقع ميوزك برينز (الإنجليزية)
- روكي غراي على موقع ديسكوغز (الإنجليزية)